# Beatriz Londoño
Beatriz Londoño Soto (Bogotá, 18 de agosto de 1959) es una médica colombiana que se desempeñó como ministra de Salud y de la Protección Social entre enero y septiembre de 2012. Fue nombrada embajadora plenipotenciara de Colombia en Suiza en marzo de 2013.
Egresada de medicina de la Universidad Pontificia Bolivariana y especialista en Anestesiología y Reanimación de la Universidad de Antioquia, tiene también un título de Máster en Salud Pública de la Universidad de Harvard.

## Cargos
- Embajadora de Colombia en Suiza desde marzo de 2013
- Ministra de Salud y de la Protección Social entre enero y septiembre de 2012.
- Viceministra de Salud desde agosto de 2010.
- Antes de ser nombrada Viceministra fue consultora para varias instituciones nacionales e internacionales, entre ellas el Mount Sinai Medical Center de New York y Consultora para World Heart Federation (Federación Mundial del Corazón) en Prevención de Enfermedad Cardiovascular.
- Miembro de varias Juntas Directivas, entre ellas la Fundación Corona y la Fundación Éxito, también hizo parte del equipo de Salud y Primera Infancia de la Comisión de Determinantes Sociales de la Salud de la OMS.
- Directora general del Instituto Colombiano de Bienestar Familiar, 2002 – 2006.
- Secretaria de Salud de Bogotá, 1995-1999
- Asesora del Ministro de Hacienda, Juan Manuel Santos.
- Asesora de la Dirección del Departamento Nacional de Planeación.